# Triangulare
În geometrie o triangulare este o subdivizare a unui obiect plan în triunghiuri și, prin extensie, subdivizarea unui obiect geometric dintr-o dimensiune superioară în simplexuri. Triangulările unui volum tridimensional ar implica subdivizarea lui în tetraedre împachetate împreună.
De obicei este necesar ca triunghiurile unei triangulări să se întâlnească latură la latură și vârf la vârf.

## Tipuri
Pot fi definite diferite tipuri de triangulări, în funcție atât de obiectul geometric care urmează să fie subdivizat, cât și de modul în care este determinată subdivizarea.
- O triangulare {\displaystyle T} a {\displaystyle \mathbb {R} ^{d}} este o subdivizare a {\displaystyle \mathbb {R} ^{d}} în simplexuri {\displaystyle d}-dimensionale astfel încât oricare două simplexuri din {\displaystyle T} să se intersecteze într-o față comună (un simplex dintr-o dimensiune inferioară) sau deloc, și orice mulțime mărginită din {\displaystyle \mathbb {R} ^{d}} intersectează doar un număr finit de simplexuri în {\displaystyle T}. Adică este un complex simplicial local finit care acoperă întregul spațiu.
- O triangulare a unei mulțimi de puncte, adică o triangulare a unei mulțimi discrete⁠(d) de puncte {\displaystyle {\mathcal {P}}\subset \mathbb {R} ^{d}}, este o subdivizare a înfășurătoarei convexe a punctelor în simplexuri astfel încât oricare două simplexuri se intersectează într-o față comună din orice dimensiune, sau deloc, astfel încât mulțimea vârfurilor simplexurilor să fie conținută în {\displaystyle {\mathcal {P}}}. Triangulările mulțimii de puncte utilizate frecvent și studiate cuprind triangulația Delaunay (pentru punctele aflate în poziție generală, mulțimea de simplexuri care sunt circumscrise de o bilă deschisă care nu conține puncte de intrare) și triangularea cu pondere minimă⁠(d) ( triangularea mulțimii de puncte minimizând suma lungimilor muchiilor).
- În cartografie, o rețea neregulată de triunghiuri este o triangulare a unei mulțimi de puncte dintr-u spațiu bidimensional împreună cu cotele fiecărui punct. Ridicarea fiecărui punct din plan la înălțimea sa ridică triunghiurile triangulării pe suprafețe tridimensionale, care formează o aproximare a unei forme de relief tridimensionale.
- O triangulare a unui poligon este o subdivizare a unui poligon dat în triunghiuri care se întâlnesc latură la latură, din nou cu proprietatea că mulțimea vârfurilor triunghiurilor coincide cu mulțimea vârfurilor poligonului. Triangulările poligoanelor pot fi obținute în timp liniar și formează baza mai multor algoritmi geometrici importanți, inclusiv o soluție simplă aproximativă a problemei galeriei de artă. Triangularea Delaunay constrânsă este o adaptare a triangulării Delaunay de la mulțimi de puncte la poligoane sau, mai general, la grafuri planare cu muchii drepte.
- O triangulare a unei suprafețe constă dintr-o rețea de triunghiuri cu puncte aflate pe o suprafață dată, rețea care acoperă parțial sau total suprafața.
- În metoda elementelor finite, triangulările sunt adesea folosite ca rețea⁠(d), în acest caz, o rețea de triunghiuri care stă la baza calculului. În acest caz, triunghiurile trebuie să formeze o subdivizare a domeniului care urmează să fie simulat, dar în loc să se restrângă vârfurile la punctele inițiale, este permis să fie adăugate puncte Steiner suplimentare drept vârfuri. Pentru a fi potrivită ca ochiuri de elemente finite, o triangulare trebuie să aibă triunghiuri bine formate, conform unor criterii care depind de detaliile simulării cu elemente finite, de exemplu unele metode necesită ca toate triunghiurile să fie drepte sau ascuțite, formând rețele fără unghiuri obtuze. Sunt cunoscute multe tehnici de triangulare, inclusiv algoritmi de rafinare Delaunay precum al doilea algoritm al lui Chew și algoritmul lui Ruppert.
- În spațiile topologice mai generale, triangulările⁠(d) se referă la complexe simpliciale care sunt homeomorfe⁠(d) cu spațiul.

## Generalizare
Conceptul de triangulare poate fi oarecum generalizat la subdivizări în forme legate de triunghiuri. În special, o pseudotriangulare a unei mulțimi de puncte este o partiție a înfășurătoarei convexe a punctelor cu pseudotriunghiuri⁠(d) — poligoane care, ca și triunghiurile, au exact trei vârfuri convexe. Ca și în triangulările mulțimilor de puncte, pseudotriangulările trebuie să aibă vârfurile în punctele de intrare date.